# Midlake
Midlake é um quinteto de lo-fi rock formada em Austin, Texas, EUA, em 2000 por Paul Alexander (baixo e teclado), Eric Nichelson (teclado e guitarra), Eric Pulido (guitarra, teclado e backing vocal), Tim Smith (vocal, teclado e guitarra), e Mckenzie Smith (bateria).
Em 2001, o Midlake lançou seu próprio EP, Milkmaid Grand Army, quando venderam 1.000 cópias em seus shows no Texas.
Neste mesmo ano eles atraíram a atenção do musico britânico Simon Raymonde, e assinaram um contrato com sua gravadora, a Bella Union, do Reino Unido, com a qual fizeram uma turnê pela Europa e gravaram seu primeiro álbum, Bamnan e Slivercork, lançado em julho de 2004.

## Influencias
Em seu álbum de 2006, The Trials of Van Occupanther, a banda abandonou suas influencias e afastou-se da psicodélia de sua estréia na direção de um som mais influenciado por bandas dos anos 70. A gravação contou com a mesma formação e um som que lembra a harmonia de bandas de rock suave como America, Laurel Canyon e de trovadores como Neil Young e Gene Clark (do The Byrds). Em 2008, a banda parou de excursionar para começar a trabalhar em um novo álbum, Courage of Others, lançado em Fevereiro de 2010.
Tim Smith, o principal compositor do Midlake, sempre declarou ter igual reverencia por bandas tão distintas com Jethro Tull e Radiohead. Em nenhum lugar este aparente conflito é mais notável do que no recém lançado álbum, Courage of Others. Aqui temos a mistura de cordas em melodias lentas, que transportam o ouvinte de volta a uma época em que álbuns tinham o poder de fortalecer e curar.

## Discografia

### Álbuns
- Bamnan and Slivercork (2004)
- The Trials of Van Occupanther (2006)
- The Courage of Others (Fevereiro de 2010)
- Antiphon (2013)

### Singles e EPs
- Milkmaid Grand Army (EP) (2001)
- Balloon Maker (EP) (2005)
- Oak & Julian (apenas para iTunes EP) (2007)
- Acts Of Man (12" Single) (Dec 2009)